# Marc Ferrante
Pour les articles homonymes, voir Ferrante.
Marc Ferrante est artiste plasticien français né le 10 décembre 1968. Il vit à Strasbourg. Son travail est exposé dans des lieux d’exposition scientifique, d’arts contemporains ou de photographie. Il est connu pour avoir travaillé sur la radiographie pendant plusieurs années.

## Biographie
Après avoir travaillé sur la cartographie, Marc Ferrante développe partir de 1999 un travail éclectique autour de quelques « marottes » (la main, la machine, les traditions populaires anciennes ou contemporaines…) et ce à travers l’écriture, le conceptuel, la vidéo, la photographie, l’installation, la performance, le sonore, la sculpture, les imageries technoscientifiques, ou en inventant ses propres médias (hochets, osselets…).[réf. souhaitée]
Ses œuvres sur radiographie ont connu un certain succès. Néanmoins son travail, qui dépasse ces recherches sur les rayons X, se développe autour de trois axes : il « démonte les mécanismes » des représentations, en mettant en lumière tout d’abord les partis-pris s’exprimant dans le choix et le traitement des matériaux, puis ceux liés à l’histoire des techniques ou technologies, et enfin en exploitant l’esprit des lieux qu’il investit.
Dès 2000, il développe un laboratoire sur les « partis-pris » des matériaux à une échelle miniature, celle du boîtier de Polaroïd. Ce travail aboutira à sa première exposition constituée de 5 osselets monumentaux réalisés dans des patchworks de 50 m2 de radiographies médicales. Dans la même logique, il parfumera à la naphtaline une exposition à Marseille, ou testera la résistance des scotchs industriels, pour détourner les normes ISO en usage dans les entreprises avec lesquelles il collabore.[réf. souhaitée]
Il a développé plusieurs séries autour de la question de la technologie : il a commencé par les techniques les plus rudimentaires (hochets, boîtes à musique, spectacle de danse conçu comme un combat rituel entre une de ses machines et la danseuse)[réf. souhaitée]. Puis il a travaillé avec des technologies de pointe en matière d’imagerie médicale ou scientifique : il a ainsi longtemps travaillé sur la radiographie et la main. Ses six séries de radiographies mettent en scène les liens que cette imagerie entretient avec l’histoire et les autres arts ou techniques. Ces recherches détournent, non sans difficultés, les fantasmes et les idéaux que la radiographie véhicule encore aujourd’hui. Son travail montre que ce médium, très théâtral, cache autant qu’il révèle : il met en scène les définitions multiples de la transparence ou encore l’ambiguïté du numérique, qui confond la trace et son interprétation. Il travaille depuis 2020 sur la microscopie qui met en jeu beaucoup de problématiques actuelles et à venir (nanotechnologies, marchandisation du vivant, industrialisation des bio-objets issus de l’humain…).
Il a conçu ou réalisé plusieurs projets in situ aux implications écologiques et environnementales (Le cirque aux alouettes, L’arbre des veuves, Dans le jardin) ou à caractère plus social et culturel (Sculpture sur vélo). À partir de ces travaux in situ, il explore la polysémie des « mots en situation » en fonction du support ou du lieu où ces mots sont inscrits (sur un pont de chemin de fer, sous la visière d’une casquette…).[réf. souhaitée]
Par ailleurs Marc Ferrante s’est en parallèle engagé pendant plusieurs années dans le milieu culturel et a dirigé notamment une galerie associative de photographie, puis conçu des projets sociaux et citoyens. Nombre de ses œuvres soulèvent d’ailleurs la question du rapport de l’individuel au collectif, et redonnent une véritable place au spectateur, à une époque où tout tend se dissoudre dans une « interactivité généralisée ». Aussi, ses œuvres, même si elles restent polysémiques et ambigües, contribuent à la fabrique du regard, c'est-à-dire à l’éducation à l’image ou à la médiation scientifique.[réf. souhaitée]
À cette fin, il prend souvent le spectateur à partie dans des propositions poétiques ou truculentes, à travers des multiples, des expérimentations ou des performances du public (Plus on est de fous, Hoquet sur hochet, Les casquettes), affirmant que l’artiste n’a aucune exemplarité à revendiquer.[réf. souhaitée]
Son travail traite de façon distanciée du narcissisme et de l’inertie propres aux humains, soit au travers de figures de « rampants » (Dirapa, Walkmans, Plus on est de fous…), soit au moyen d’objets en suspension (Le cirque aux alouettes, La porte verte, Les casquettes…).[réf. souhaitée]
Le jeu ou les arts et traditions populaires sont récurrents dans son approche (Hochets, Casquettes, L’arbre des veuves…).